# Ballyquirk Castle
Ballyquirk Castle (irisch Caisleán Bhaile Uí Chuirc) ist ein Landhaus in Lorrha im Baronat Ormond Lower im irischen County Tipperary.

## Beschreibung
Heute ist Ballyquirk Castle ein ebenerdiges Gebäude mit drei Jochen und einem Turm im hinteren Teil. Das Haus ist mit Schindeln gedeckt. Es hat Fensterbretter, Schwellen und Ecksteine aus Werkstein. Es gibt umfangreiche Nebengebäude. Auf der Straßenseite befindet sich die Ruine einer älteren Burg.

## Geschichte
Das ursprüngliche Haus aus dem 19. Jahrhundert hatte zwei Stockwerke und vier Türme. In den 1870er-Jahren wurden ein Stockwerk und drei der Türme abgerissen.